# Mark Lopez
Mark Anthony Lopez (* 25. April 1982 in Houston) ist ein US-amerikanischer Taekwondoin. Er startet in der Gewichtsklasse bis 74 Kilogramm.
Lopez kam bereits mit fünf Jahren zum Taekwondo. Er stammt aus einer sportbegeisterten Familie, sein Bruder Steven ist mit zwei Olympiasiegen und fünf Weltmeistertiteln der erfolgreichste Athlet im modernen Taekwondo, seine Schwester Diana Weltmeisterin und Olympiamedaillengewinnerin und sein Bruder Jean ist US-amerikanischer Nationaltrainer und Gründer der Lopez Taekwondo Academy in Houston. Mark Lopez feierte seinen ersten internationalen Erfolg mit dem Gewinn einer Bronzemedaille bei der Juniorenweltmeisterschaft 1998 in Istanbul. Im folgenden Jahr errang er auch im Erwachsenenbereich seine erste WM-Medaille, er gewann bei der Weltmeisterschaft 1999 Bronze in der Klasse bis 62 Kilogramm. Weitere Erfolge erkämpfte sich Lopez mit Silber bei der Weltmeisterschaft 2003 in Garmisch-Partenkirchen und seinem bislang einzigem Weltmeistertitel bei der Weltmeisterschaft 2005 in Madrid. Seinen sportlich bislang größten Erfolg feierte Lopez bei den Olympischen Spielen 2008 in Peking. In der Gewichtsklasse bis 68 Kilogramm erreichte er mit drei Siegen das Finale, verlor dort gegen Son Tae-jin aus Südkorea und gewann die Silbermedaille. In seiner heutigen Klasse bis 74 Kilogramm konnte Lopez bei der Weltmeisterschaft 2009 in Kopenhagen erneut eine WM-Bronzemedaille erringen. Die Qualifikation für die Olympischen Spiele 2012 verpasste er im mannschaftsinternen Duell gegen Terrence Jennings knapp.
Bei den Olympischen Spielen 2008 in Peking nahmen neben Mark auch sein Bruder Steven und seine Schwester Diana teil und gewannen ebenfalls eine olympische Medaille. Damit konnten erstmals drei Geschwister in einem Jahr in drei verschiedenen Wettbewerben olympische Medaillen gewinnen.